# Laval (quận)
Quận Laval là một quận của Pháp, nằm ở tỉnh Mayenne, ở vùng Pays de la Loire. Quận này có 13 tổng và 88 xã.

## Các đơn vị hành chính

### Các tổng
Các tổng của quận Laval là: 
1. Argentré
2. Chailland
3. Évron
4. Laval-Est
5. Laval-Nord-Est
6. Laval-Nord-Ouest
7. Laval-Saint-Nicolas
8. Laval-Sud-Ouest
9. Loiron
10. Meslay-du-Maine
11. Montsûrs
12. Saint-Berthevin
13. Sainte-Suzanne

### Các xã
Các xã của quận Laval, và mã INSEE là: 
| 1. Ahuillé (53001)                    | 2. Andouillé (53005)                | 3. Argentré (53007)                    | 4. Arquenay (53009)                    |
| 5. Assé-le-Bérenger (53010)           | 6. Astillé (53011)                  | 7. Bannes (53019)                      | 8. Bazougers (53025)                   |
| 9. Beaulieu-sur-Oudon (53026)         | 10. Blandouet (53032)               | 11. Bonchamp-lès-Laval (53034)         | 12. Bourgon (53040)                    |
| 13. Brée (53043)                      | 14. Chailland (53048)               | 15. Chammes (53050)                    | 16. Changé (53054)                     |
| 17. Châlons-du-Maine (53049)          | 18. Châtres-la-Forêt (53065)        | 19. Chémeré-le-Roi (53067)             | 20. Cossé-en-Champagne (53076)         |
| 21. Courbeveille (53082)              | 22. Deux-Évailles (53092)           | 23. Entrammes (53094)                  | 24. Forcé (53099)                      |
| 25. Gesnes (53105)                    | 26. Juvigné (53123)                 | 27. L'Huisserie (53119)                | 28. La Baconnière (53015)              |
| 29. La Bazouge-de-Chemeré (53022)     | 30. La Bigottière (53031)           | 31. La Brûlatte (53045)                | 32. La Chapelle-Anthenaise (53056)     |
| 33. La Chapelle-Rainsouin (53059)     | 34. La Croixille (53086)            | 35. La Cropte (53087)                  | 36. La Gravelle (53108)                |
| 37. Launay-Villiers (53129)           | 38. Laval (53130)                   | 39. Le Bignon-du-Maine (53030)         | 40. Le Bourgneuf-la-Forêt (53039)      |
| 41. Le Genest-Saint-Isle (53103)      | 42. Livet (53134)                   | 43. Loiron (53137)                     | 44. Louverné (53140)                   |
| 45. Louvigné (53141)                  | 46. Maisoncelles-du-Maine (53143)   | 47. Meslay-du-Maine (53152)            | 48. Montflours (53156)                 |
| 49. Montigné-le-Brillant (53157)      | 50. Montjean (53158)                | 51. Montourtier (53159)                | 52. Montsûrs (53161)                   |
| 53. Mézangers (53153)                 | 54. Neau (53163)                    | 55. Nuillé-sur-Vicoin (53168)          | 56. Olivet (53169)                     |
| 57. Parné-sur-Roc (53175)             | 58. Port-Brillet (53182)            | 59. Ruillé-le-Gravelais (53194)        | 60. Saint-Berthevin (53201)            |
| 61. Saint-Christophe-du-Luat (53207)  | 62. Saint-Cyr-le-Gravelais (53209)  | 63. Saint-Céneré (53205)               | 64. Saint-Denis-du-Maine (53212)       |
| 65. Saint-Georges-le-Fléchard (53220) | 66. Saint-Georges-sur-Erve (53221)  | 67. Saint-Germain-le-Fouilloux (53224) | 68. Saint-Germain-le-Guillaume (53225) |
| 69. Saint-Hilaire-du-Maine (53226)    | 70. Saint-Jean-sur-Erve (53228)     | 71. Saint-Jean-sur-Mayenne (53229)     | 72. Saint-Léger (53232)                |
| 73. Saint-Ouën-des-Toits (53243)      | 74. Saint-Ouën-des-Vallons (53244)  | 75. Saint-Pierre-des-Landes (53245)    | 76. Saint-Pierre-la-Cour (53247)       |
| 77. Saint-Pierre-sur-Erve (53248)     | 78. Sainte-Gemmes-le-Robert (53218) | 79. Sainte-Suzanne (53255)             | 80. Saulges (53257)                    |
| 81. Soulgé-sur-Ouette (53262)         | 82. Thorigné-en-Charnie (53264)     | 83. Torcé-Viviers-en-Charnie (53265)   | 84. Vaiges (53267)                     |
| 85. Vimarcé (53274)                   | 86. Voutré (53276)                  | 87. Épineux-le-Seguin (53095)          | 88. Évron (53097)                      |